# Třída Chaj-lung
Třída Chaj-lung je třída dieselelektrických ponorek Námořnictva Čínské republiky. Jedná se o modifikaci nizozemské třídy Zwaardvis. Mezi lety 1982–1988 byly v Nizozemsku postaveny dvě jednotky této třídy. Jsou stále v aktivní službě. Jsou to první moderní válečné lodě, které Tchaj-wan získal od svého vzniku. Stalo se tak i přes silný odpor diplomacie ČLR, které se alespoň podařilo zabránit dodání dalších čtyř ponorek stejného typu.

## Stavba

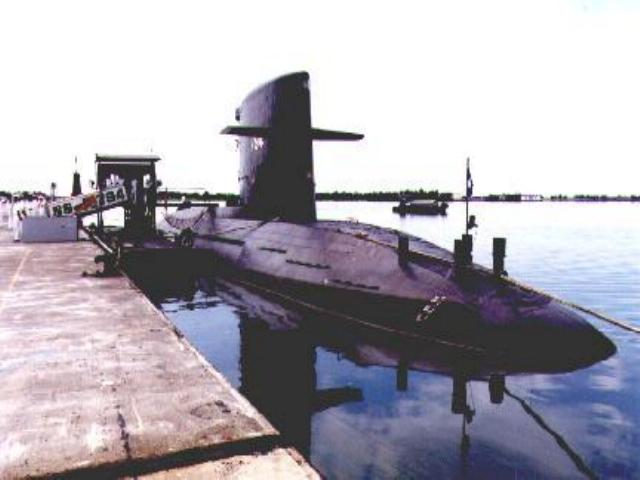
Chaj-chu (SS-794)

Stavba obou ponorek, pojmenovaných Chaj-lung a Chaj-chu, byla v Nizozemsku objednána v roce 1981. Tchaj-wan měl přitom zájem ještě o stavbu dalších čtyř jednotek, nizozemská vláda však kontrakt z diplomatických důvodů zamítla. Kýl obou ponorek byl založen v prosinci 1982 v rotterdamské loděnici Rotterdamsche Droogdok Maatschappij (RDM). Obě lodi byly v roce 1986 spuštěny na vodu. Dokončené ponorky byly na Tchaj-wan přepraveny na palubě dokových lodí. Chaj-lung vstoupila do operační služby 9. října 1987, zatímco Chaj-chu 9. dubna 1988.
Jednotky třídy Chaj-lung:
| Jméno              | Spuštěna          | Dodání           | Status  |
| ------------------ | ----------------- | ---------------- | ------- |
| Chaj-lung (SS-793) | 4. října 1986     | 9. října 1987    | aktivní |
| Chaj-chu (SS-794)  | 20. prosince 1986 | 4. července 1988 | aktivní |

## Konstrukce
Výzbroj lodí tvoří šest 533mm torpédometů. Z nich mohla být dlouho odpalována pouze torpéda. V roce 2008 však Tchaj-wan získal americkou dodávku protilodních střel UGM-84L Harpoon Block II určených pro ponorky (zřejmě v reakci ruskou na dodávku moderních protilodních střel P-270 Moskit Číně). Pohonný systém tvoří tři diesely Bronswerk/Stork-Werkspoor RUB 215x12 a jeden elektromotor. Lodní šroub je jeden. Nejvyšší rychlost na hladině je 11 uzlů, zatímco pod hladinou až 20 uzlů. Dosah je 10 000 nám. mil při 9 uzlech. Ponorky se mohou ponořit do hloubky až 300 metrů.